# Ahitsõ-tó
Az Ahitsõ-tó egy tó Észtországban, Võrumaa megyében Rõuge község területén. A tó a Mustjõe részvízgyűjtőjéhez tartozik.

## Földrajz
A 6,1 hektáron elterülő tó átlagos mélysége 2,3 méter.

## Fordítás
Ez a szócikk részben vagy egészben  az   Ahitsõ järv című észt Wikipédia-szócikk ezen változatának fordításán alapul.  Az eredeti cikk szerkesztőit annak laptörténete sorolja fel. Ez a jelzés csupán a megfogalmazás eredetét és a szerzői jogokat jelzi, nem szolgál a cikkben szereplő információk forrásmegjelöléseként.